# 吉安溪
吉安溪位於台灣東部，昔稱荳蘭溪
，又因七腳川事件稱為七腳川溪，為一縣市管河川，幹流長度11.40公里，在花21線鄉道吉安溪橋處有一分流-中原排水溝，流域面積42.16平方公里，分佈於花蓮縣中北部，包含花蓮市南端及吉安鄉北部。主流發源於標高1,321公尺之吉安山東側，向東南東流經慶豐、勝安、宜昌、仁里後，沿著吉安鄉、花蓮市邊界，於普照橋附近注入太平洋。